# William Braine
William Braine (Oakhill, c. 1814 - Isla Beechey, 3 de abril de 1846) fue un soldado británico del Cuerpo de Marines Reales. Formó parte de la Expedición Franklin de 1845, que tenía por objetivo alcanzar y cruzar el Paso del Noroeste. Murió al comienzo de la expedición. Fue enterrado en la isla Beechey, junto a John Torrington, que se había convertido en la primera víctima mortal de la expedición el día de Año Nuevo de 1846, y a John Hartnell, muerto tres días después, el 4 de enero. Su cuerpo conservado fue exhumado en 1984, para intentar determinar la causa de su muerte.

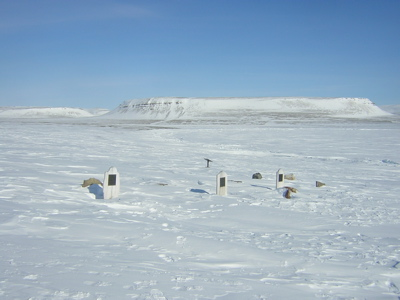
Tumbas de William Braine (izq.), John Hartnell (central) y John Torrington (dcha.).

## Primeros años
William Braine nació en Oakhill, ciudad del condado de Somerset, en 1814, y se alistó en los Royal Marines durante la década de 1830. Fue asignado al HMS Erebus durante la Expedición de Franklin.

## Expedición Franklin
Braine formó parte de la expedición final de Sir John Franklin para encontrar el Paso del Noroeste. Partieron de Greenhithe el 19 de mayo de 1845 con dos barcos, siendo el otro era el HMS Terror. Se esperaba que el viaje durase unos tres años, por lo que los barcos iban repletos de provisiones que incluían más de 136 000 libras (unos 62 000 kg) de harina, 3 684 galones imperiales (16 750 litros) de alcohol de alta graduación y 33 000 libras (15 000 kg) de conservas de carne, sopa y verduras en latas cerradas incorrectamente con plomo. Sin embargo, los europeos no volvieron a tener noticias de la expedición después de julio de 1845.

## Muerte
Braine murió a los diez meses de la expedición, y fue enterrado en la isla Beechey con John Torrington y John Hartnell, que fallecieron tres meses antes y con escasos días de diferencia. Murió el último, y su cadáver estaba en las peores condiciones, ya que pudo haber sido guardado provisionalmente en los fondos del barco para su mantenimiento y habría sido roído por las ratas antes de ser enterrado. Los exámenes post mortem modernos sugirieron síntomas de tuberculosis y envenenamiento por plomo. Sin embargo, otros estudios sugieren que es poco probable que la tuberculosis contribuyera a su muerte.